# Shirako, Chiba
Shirako (白子町 Shirako-machi) là thị trấn thuộc huyện Chōsei, tỉnh Chiba, Nhật Bản. Tính đến ngày 1 tháng 10 năm 2020, dân số ước tính thị trấn là 10.305 người và mật độ dân số là 380 người/km2. Tổng diện tích thị trấn là 27,46 km2.